# Złodziej samochodów
Złodziej samochodów (ros. Берегись автомобиля, dosł. tłum. Uważaj na samochód) – radziecka komedia kryminalna z 1966 roku w reżyserii Eldara Riazanowa.

## Fabuła
Jurij Dietoczkin jest skromnym i sumiennym agentem ubezpieczeniowym. Ten poczciwy człowiek, który w wolnych chwilach występuje w teatrze amatorskim, nie może wzbudzać niczyich podejrzeń. Prowadzi on jednak podwójne życie – kradnie i sprzedaje samochody (nota bene różnego rodzaju kombinatorom i skorumpowanym dygnitarzom). Kiedy w końcu milicja wpada na jego ślad okazuje się, że Jurij wszystkie pochodzące z przestępczego procederu pieniądze przekazywał na konta domów dziecka. Pomimo żarliwej obrony w sądzie, nie może jednak ujść karzącej ręce sprawiedliwości. Nie wiadomo jaki wyrok otrzymał, ale chyba niezbyt wysoki, bowiem w ostatniej scenie filmu, zupełnie jeszcze młody Jurij, powraca po odbyciu kary do swojej ukochanej.

## Obsada
- Innokientij Smoktunowski – Jurij Dietoczkin
- Oleg Jefriemow – śledczy Podbieriozowikow
- Olga Arosiewa – Luba
- Andriej Mironow – Dima
- Anatolij Papanow – Siemion Wasiliewicz
- Tatjana Gawriłowa – żona Dimy
- Lubow Dobrżanska – matka Dietoczkina
- Jewgienij Jewstigniejew – reżyser teatralny
- Gieorgij Żżonow – milicjant na motocyklu
- Jurij Jakowlew – lektor

i inni.